# Мишел Ејкерс
Мишел Ејкерс (енгл. Michelle Anne Akers; Санта Клара, 1. фебруар 1966) бивша је америчка фудбалерка. На Светском првенству за жене 1991. године освојила је Златну лопту као најбољи стрелац, са 10 голова.
Ејкерс се сматра једном од најбољих фудбалерки свих времена. Проглашена је за ФИФА-ину играчицу века 2002. године, награду коју је поделила са Кинескињом Сун Вен.
Чланица је америчке Националне фудбалске куће славних; примљена је 2004. године, заједно са Полом Калиџуријем и Ериком Виналдом.
Бразилски фудбалер Пеле је њу сврстао 2004. године на ФИФА 100 листу најбољих живих фудбалера. Поред Ејкерс, само је још једна жена уврштена на ту листу, такође Американка Миа Хам.